# Clubul Sportiv Știința Bacău 2015-2016 (pallavolo femminile)
Questa voce raccoglie le informazioni riguardanti il Clubul Sportiv Știința Bacău nelle competizioni ufficiali della stagione 2015-2016.

## Organigramma societario
Area direttiva
- Presidente: Florin Grapă

Area tecnica
- Allenatore: Florin Grapă
- Allenatore in seconda: Aurel Cazacu, Rareș Puni

## Rosa
| N° | Nome               | Ruolo | Data di nascita   | Nazionalità sportiva |
| -- | ------------------ | ----- | ----------------- | -------------------- |
| 1  | Ioana Baciu        | S/O   | 4 gennaio 1990    | Romania              |
| 2  | Denisa Rogojinaru  | S     | 16 maggio 1985    | Romania              |
| 3  | Nicoleta Manu      | L     | 3 dicembre 1980   | Romania              |
| 4  | Andreea Fiterău    | S     | 1º ottobre 1996   | Romania              |
| 6  | Mihaela Albu       | L     | 1º gennaio 1994   | Romania              |
| 7  | Ana Cazacu         | C     | 21 luglio 1994    | Romania              |
| 8  | Tatiana Lupu       | C     | 13 maggio 1988    | Moldavia             |
| 9  | Lorena Ciocian     | P     | 16 settembre 1993 | Romania              |
| 10 | Irina Radu         | S     | 17 febbraio 1983  | Romania              |
| 11 | Crina Hosu         | S     | 11 settembre 1980 | Romania              |
| 12 | Loredana Filipaş   | C     | 18 marzo 1997     | Romania              |
| 13 | Sabina Moisa       | P     | 4 dicembre 1990   | Romania              |
| 14 | Alexandra Badea    | C     | 14 agosto 1989    | Romania              |
| 17 | Claudia Gavrilescu | C     | 17 dicembre 1980  | Romania              |